# دریاقلی سورانی
دریاقلی سورانی یان‌چشمه‌ای (زاده ۲۳ اردیبهشت ۱۳۲۳، یان‌چشمه - درگذشته ۲۸ آبان ۱۳۵۹، تهران)، اوراق‌فروشی در حاشیه آبادان بود که در جریان حمله عراق به ایران متوجه نفوذ غافل‌گیرانه عراقی‌ها از رودخانه بهمنشیر می‌شود و مسافت ۹ کیلومتری را از گورستانِ اتومبیل‌های فرسوده در کوی ذوالفقاری تا نیروهای خودی را با دوچرخه می‌پیماید تا نیروهای خودی را از یورش عراقی‌ها آگاه بسازد.
وی در کشاکش این ماجرا بر اثر ترکش خمپاره مجروح شد و در راه انتقال به تهران درگذشت. داستان دریاقلی سورانی در کتاب درسی فارسی ششم ابتدایی درس ۸ آمده است اما داستانی خیلی کوتاه را دربردارد
. دریاقلی در گذر رودخانه بهمن شیر زندگی می‌کرد.

## شرح ماجرا
در جریان جنگ ایران و عراق، پس از سقوط خرمشهر، ارتش عراق تصمیم گرفت که آبادان را نیز اشغال کند و به همین دلیل، این شهر را محاصره و از سمت کوی ذوالفقاری به سمت شهر حمله کرد. این بخش از شهر، دور از مرکز آبادان بود و با توجه به درگیری‌های فراوان، نیروهای زیادی در آن جا نبود تا آن که دریاقلی سورانی متوجه شد و سریع با دوچرخه به سمت شهر حرکت کرد تا مسئولان ارتش را خبر کند و همان‌طور که رکاب می‌زد، فریادکنان مردم را به سمت ذوالفقاری هدایت کرد.
مردم نیز با شنیدن فریادهای التماس گونه او از خانه‌ها بیرون آمدند و با هر چه در دست داشتند، از چوب و چاقو و بیل و کلنگ به سمت ذوالفقاری حرکت کردند. در همین هنگام، دریاقلی که دوچرخه‌اش پنچر شد، دید که دیگر قادر به حرکت نیست، بنابراین پیاده شده و با دویدن، خود را به سپاه آبادان رساند و موضوع را به فرماندهی سپاه گفت و نیروهای سپاه و بسیج هم سریع به سمت ذوالفقاری حرکت کردند.
سورانی سپس پیاده به سمت مقر هنگ ژاندارمری نیروی زمینی ارتش دویده و نیروهای ارتش را از حمله عراقی‌ها آگاه نمود. در صورت سقوط آبادان ارتش عراق توان یورش به اهواز را پیدا می‌کرد.
بلافاصله نیروهای نظامی داخل شهر اعم از ارتش،
سپاه، بسیج و مردم محلی به منطقه ذوالفقاری آمده و به سه گروه ۱۲، ۱۳ نفری تقسیم شدند. دو گروه از وسط و یک گروه هم به سمت چپ (از حاشیه بهمنشیر) رفتند تا عراقی‌ها را دور زده و به پل دست یابند. تعدادی از افراد شرکت‌کننده در عملیات اسلحه نداشتند و هنگامی که کسی کشته یا زخمی می‌شد، با اسلحه او می‌جنگیدند. سرانجام مهاجمان که تا جاده خسروآباد پیش آمده بودند، به داخل نخلستان عقب رانده شدند. نیروهای محور چپ به نزدیک پلی که عراقی‌ها نصب کرده بودند رسیدند و با انهدام تجهیزات در حال عبور از آن، پل را مسدود و عقبه عراقی‌ها را قطع کردند. عراقی‌ها با مشاهده این وضع نا امیدانه به مقاومت‌های پراکنده دست زدند، عده‌ای هم تسلیم شدند یا به قصد فرار خود را به بهمنشیر انداختند. به این ترتیب عملیات متوقف کردن پیش روی مهاجمان و عقب راندن آن‌ها تا ساعت ۱ بامداد ۱۰ آبان با موفقیت به پایان رسید.

## درگذشت
چند روز بعد از پیروزی عملیات کوی ذوالفقاری، عراقی‌ها با اطلاعاتی که از جاسوسان خود به دست آورده بود، کلبه گلی دریاقلی سورانی را هدف خمپاره‌ها قرار دادند. وی که به شدت مجروح شده بود پس از رسیدگی اولیه، برای درمان با قطار به تهران اعزام شد، اما در بین راه بر اثر شدت جراحات درگذشت و در بهشت زهرای تهران در ردیف ۹۲ قطعه ۳۴ دفن گردید. روز درگذشت او به عنوان روز آبادان نامگذاری شده است.

## ساخت فیلم
در سال ۱۳۸۷ فیلم شب واقعه به کارگردانی شهرام اسدی بر اساس زندگی دریاقلی سورانی ساخته شد که در آن حمید فرخ‌نژاد نقش دریاقلی را بازی می‌کرد. سال بعد و در بیست و هشتمین جشنواره فیلم فجر این فیلم برای اولین بار اکران و رکورددار نامزدی جوایز آن شد که در نهایت موفق گردید چهار سیمرغ بلورین این جشنواره را کسب نماید.

حبیب احمدزاده (مستندساز ایرانی) نیز فیلمی مستند، با نام «بهترین مجسمه دنیا» (۹۰–۱۳۸۲) در خصوص دریاقلی سورانی جلوی دوربین برده است.